# Magic of Love (太陽とシスコムーンの曲)
「Magic of Love」（マジック オブ ラブ）は、太陽とシスコムーンの5枚目のシングル。1999年9月29日発売。

## 概要
4か月連続リリースの最後となるシングル。
本作について当初、つんくは「完結」や「最後」といった意味深な発言をしていたが、結局本作がグループ最後のシングルになることはなく、年内にもう1枚シングルを発売することになった。
テレビ東京系「アイドルをさがせ!」エンディングテーマ。

## 収録曲
全作詞・作曲：つんく
1. Magic of Love
編曲：村山晋一郎　ストリングスアレンジ：村山達哉
2. Versus
編曲：松本浩一・松本俊行
3. Everyday Everywhere -crazy dance remix-
リミックス：E.S.P
4. Everyday Everywhere -sugee reggae remix-
リミックス：Summer Soul
5. Magic of Love (Instrumental)

## 参加ミュージシャン
Magic of Love
- プログラミング：村山晋一郎
- ギター：鈴木健治
- ベース：沖山優司
- パーカッション：田中倫明
- ストリングス：金原千恵子ストリングス
- MC：U.M.E.D.Y.
- ターンテーブル：DJ MASA
- バックグラウンドボーカル&クラップ：太陽とシスコムーン・つんく

Versus
- プログラミング：松本浩一・松本俊行
- ギター：関淳二郎
- ベース：岡沢章
- バックグラウンドボーカル：太陽とシスコムーン

## カバー
- Juice=Juice - アルバム『First Squeeze!』（2015年7月15日発売）の通常盤DISC3に収録。